# Kazimierz Łabudź
Kazimierz Łabudź (ur. 18 kwietnia 1909 w Dżwińsku, zm. 25 grudnia 2001 r. w Skolimowie) − polski śpiewak. 

## Życiorys
Kształcił się muzycznie w latach 30. w Szkole Muzycznej im. Mieczysława Karłowicza oraz w Kolegium Muzycznym. W 1937 roku zdał do PISTu. W czasie okupacji, od 1941 roku pracował w Chórze Dana. Po wojnie do 1950 roku nagrywał płyty w wytwórni "Muza", występował solo oraz w Chórze Szacha.Od 1947 roku był członkiem zespołu "4 Asy". W sezonie 1948-49 występował jako aktor w Teatrze Nowym w Warszawie. W latach 50. i 60. występował w programach estradowych Polskiego Radia, m.in. w „Podwieczorku przy mikrofonie”. W swoim repertuarze przedwojennym i powojennym miał dziesiątki popularnych piosenek, jak np. „Betty”, „Eurydyka”, „Fredzio”, „Gdy bałałajka gra”, „Karuzela”, „Nadejdzie dzień”, „Platynowe blondynki”, „Polka lwowska”, „Pani Kowalska”, „Raz koniaczek, raz buziaczek”, Śpij moje serce”, „Tamara”, „Wielkie pranie”, „Caballero”, „Francois”, „Jest taki jeden skarb”, „Mazowieckie Noce”, „Twoja piosenka”, „Warszawa, ja i ty”. Sześć sezonów był w zespole warszawskiego Teatru Komedii Muzycznej (1949-55). Od 1955 roku śpiewał czołowe partie jako solista Operetki Warszawskiej. Solistą tej sceny był nieprzerwanie do 1983 roku.
Pochowany w kwaterze artystów na cmentarzu parafialnym w Skolimowie (Konstancin-Jeziorna).